# Conus hamamotoi
Conus hamamotoi is een in zee levende slakkensoort uit het geslacht Conus. De slak behoort tot de familie Conidae. Conus hamamotoi werd in 1984 beschreven door Yoshiba & Koyama. Net zoals alle soorten binnen het geslacht Conus zijn deze slakken roofzuchtig en giftig. Zij bezitten een harpoenachtige structuur waarmee ze hun prooi kunnen steken en verlammen.